# Dischidia acuminata
Dischidia acuminata är en oleanderväxtart som beskrevs av Julien Noël Costantin. Dischidia acuminata ingår i släktet Dischidia och familjen oleanderväxter. Inga underarter finns listade i Catalogue of Life.